# Williams FW04
Der Williams FW04 war ein in zwei Exemplaren hergestellter Rennwagen des britischen Motorsportteams Frank Williams Racing Cars, der in den Jahren 1975 und 1976 in der Formel-1-Weltmeisterschaft eingesetzt wurde. Es war das letzte Auto, das der finanziell angeschlagene Rennstall baute, bevor er übernommen und in Walter Wolf Racing umbenannt wurde. Als Kundenauto erschien der FW04 bis 1977 in der Group-8-Shellsport-Meisterschaft, einer britischen Rennklasse, die an die Formel 5000 angelehnt war.

## Hintergrund
Frank Williams Racing Cars, ein Vorläufer des gegenwärtig in der Formel 1 engagierten Teams Williams F1, wurde 1966 von dem ehemaligen Rennfahrer und Rennwagenhändler Frank Williams gegründet. In den ersten Jahren des Formel-1-Engagements war Williams ein reines Kundenteam, das Rennwagen von Brabham, March und De Tomaso einsetzte. 1972 entstand mit dem Politoys FX3 das erste eigene Rennauto des Teams. 1973 und 1974 unterstützte der italienische Sportwagenhersteller Iso Rivolta Frank Williams’ Rennstall. Williams ging in dieser Zeit mit dem Iso-Marlboro IR1, dem Iso-Marlboro IR2 und dem Iso-Marlboro FW03 an den Start, drei weitgehend identische Rennwagen, die technisch einfach aufgebaut und angesichts finanzieller Engpässe zunehmend schlecht gewartet waren. Nach der Insolvenz Isos Ende 1974 spitzte sich die finanzielle Krise des Williams-Teams zu. Frank Williams beschrieb die Lage rückwirkend als „schlecht bis desolat“. In dieser Zeit entstand der Williams FW04, der dazu bestimmt war, die inzwischen zwei Jahre alten Modelle IR1 und IR2 abzulösen.
Bei seiner Konzeption war vorgesehen, mit dem FW04 die Saison 1975 und darüber hinaus auch die Saison 1976 zu bestreiten. Diese Planungen wurden obsolet, als Williams sein Team Ende 1975 an Walter Wolf verkaufte. Wolf hielt das Williams-Material für ungeeignet und gab es zu Beginn der neuen Saison auf. Stattdessen übernahm er von dem in der Insolvenz befindlichen Team Hesketh Racing dessen Modell 308C, das Williams bzw. Walter Wolf Racing 1976 unter der Bezeichnung Williams FW05 an den Start brachten.
Der FW04 führte in den folgenden zwei Jahren ein Eigenleben als Kundenfahrzeug für mehrere Privatfahrer.

## Technik
Der Williams FW04 wurde von dem britischen Ingenieur Ray Stokoe entworfen. Die Technik orientierte sich an der zwei Jahre zuvor von John Clarke entworfenen Iso-Marlboro-IR-Baureihe. Wesentlicher Unterschied war das neu gestaltete Monocoque, das deutlich schmaler war als das der Vorgängermodelle. Stokoe orientierte sich dabei an den Körpermaßen von Williams’ Nummer-Eins-Fahrer Jacques Laffite. Als Antrieb diente wie in den Jahren zuvor ein Achtzylinder-Saugmotor von Cosworth (Typ DFV). Williams verfügte 1975 über zwei Motoren; einer war neu aufgebaut, der zweite war ein gebrauchtes Triebwerk.
Die Kraftübertragung kam von Hewland.
Das Team verwendete im Frühjahr 1975 beim Aufbau des ersten FW04 viele Einzelteile des inzwischen stillgelegten IR1, der sein letztes Rennen im Juli 1974 bestritten hatte. Das galt für die Aufhängung, für die Lenkung und für zahlreiche andere Komponenten. Der Frontflügel war ein gebrauchtes Teil, das zuvor an einem Hesketh 308 verwendet worden war und das Williams bei einem Altwarenhändler gekauft hatte. Im Hinblick auf die Verwendung gebrauchter Teile wird die Qualität des FW04 als Neufahrzeug in der Literatur gelegentlich in Zweifel gezogen; einige Autoren setzen den Begriff neu im Zusammenhang mit dem FW04 in Anführungszeichen.

## Produktion
In der älteren Literatur wird der Williams FW04 vielfach als Einzelstück beschrieben. Das ist unzutreffend. 1975 baute Williams zeitversetzt zwei Exemplare des FW04 auf, von denen allerdings nur eines bei einem Formel-1-Weltmeisterschaftslauf eingesetzt wurde.
- Das erste Exemplar (FW04/1) debütierte beim Großen Preis von Spanien im April 1975. Es wurde bis in den Sommer 1977 hinein regelmäßig genutzt.
- Das zweite Fahrzeug (FW04/2) war sechs Monate nach dem FW0471 beim Großen Preis der USA einsatzbereit. Es wurde dort neben dem FW04/1 gemeldet, ging letztlich allerdings nicht an den Start.[9] Für ihn ist eine Meldung 1975 notiert sowie fünf Meldungen 1977; im Jahr 1976 dagegen wurde der FW04/2 bei keinem Rennen gefahren.

## Renneinsätze
Der Williams FW04 wurde 1975 von Frank Williams Racing Cars in der Formel-1-Weltmeisterschaft und bei einigen nicht zur Weltmeisterschaft zählenden Formel-1-Rennen eingesetzt. 1976 und 1977 überließ Williams die Autos dem Australier Brian McGuire, der sie in einer britischen Motorsportserie einsetzte und aus eines der Fahrzeuge 1977 zum McGuire BM1 weiterentwickelte. Einmal vermietete Williams den FW04 auch an einen spanischen Privatfahrer, der ihn 1976 bei einem Weltmeisterschaftslauf als Mapfre-Williams an den Start bringen wollte.

### Williams

#### 1975

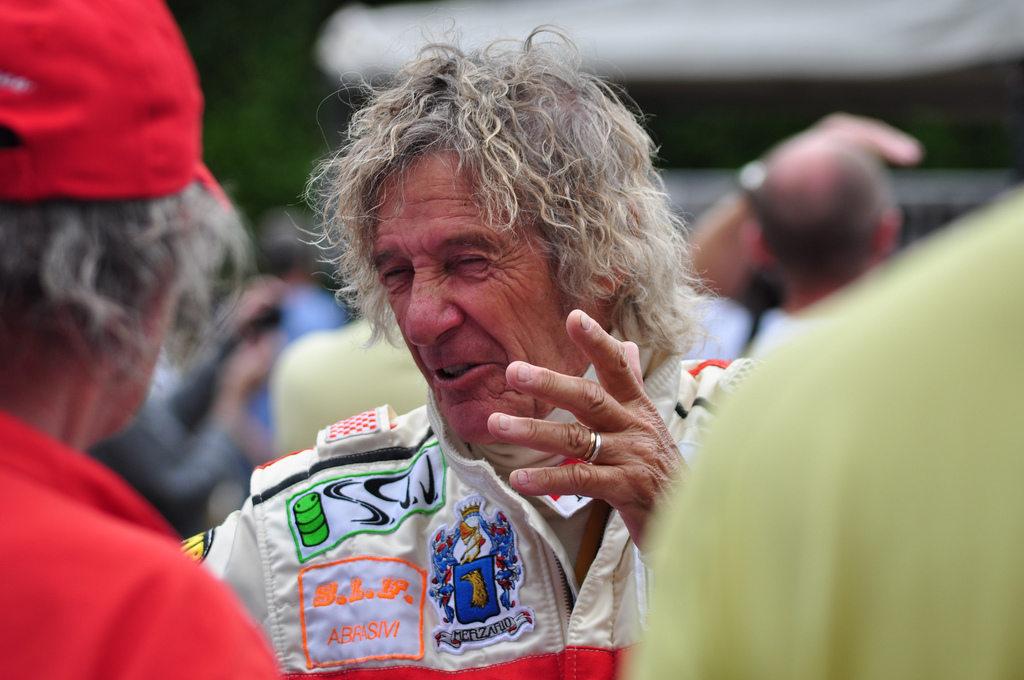
Fuhr das erste Rennen des FW04: Arturo Merzario

Das erste Exemplar des Williams FW04 debütierte im April 1975 in Montjuïc beim Großen Preis von Spanien. Das Auto erwies sich als hinreichend schnell, aber sehr unzuverlässig. Mit fortschreitender Dauer der Saison fehlte das Geld für notwendige Reparaturen und Ersatzteile. Wie schon im Jahr zuvor verwendete Williams mehrfach gebrauchte Reifen des Ferrari-Teams. Dies wirkte sich nachteilig auf die Konkurrenzfähigkeit der Autos aus. Zudem hatten die Mechaniker Schwierigkeiten, das Auto und die Motoren zu verstehen. Bei einzelnen Arbeiten am Auto holten sich die Williams-Mechaniker Rat bei Mitarbeitern von Ken Tyrrell, dessen Rennstall zu dieser Zeit ein Spitzenteam war.
Der erste Fahrer des FW04 war Arturo Merzario, der 1974 und in den ersten Rennen des Jahres der Spitzenfahrer des Teams gewesen war. Merzario nahm in Spanien am Training teil und erreichte im neuen, ungetesteten FW04 den 25. und vorletzten Startplatz. Seine beste Rundenzeit lag dabei 31 Sekunden über der Pole-Zeit von Niki Lauda (Ferrari). Am Rennen selbst nahm Merzario nicht teil: Aus Protest gegen die seiner Meinung nach mangelhafte Sicherheit der Rennstrecke gab er ebenso wie Wilson Fittipaldi bereits nach einer Runde auf.
Nach diesem Rennen übernahm Jacques Laffite den FW04, während Merzario zweimal den ein Jahr alten Williams FW03 einsetzte und sich danach von dem Williams-Team trennte. Laffite, der sich mit Unterstützung des Schweizer Unternehmens Ambrozium bei Williams eingekauft hatte und für jedes Rennen einen Betrag von 1.000 £ an das Team zahlen musste, wurde 1975 zum Stammfahrer des Teams, der im FW04 zu neun Großen Preisen gemeldet wurde. Bei seinem ersten Einsatz mit dem neuen Auto in Monaco verpasste er ebenso wie Merzario im alten FW03 die Qualifikation, danach aber war die Rennteilnahme jeweils gesichert. Laffites bestes Qualifikationsergebnis war der zwölfte Startplatz beim Großen Preis von Österreich, das schlechteste Platz 21 beim Großen Preis der USA. Laffite kam bei acht Rennen nur zweimal ins Ziel. Dreimal kollabierte das Getriebe, einmal fiel der Motor aus, und in Österreich gab Laffite wegen Unfahrbarkeit seines Autos auf.
Das beste Ergebnis des FW04 und zugleich das beste in der Geschichte des Teams bei einem Formel-1-Weltmeisterschaftslauf erreichte Laffite beim Großen Preis von Deutschland, den er auf Platz zwei beendete. Laffite ging vom 15. Startplatz aus ins Rennen. In den ersten neun Runden des Rennens fielen ungewöhnlich viele Fahrer infolge von Reifen- und darauf aufbauenden Aufhängungsschäden aus: Jochen Mass, John Watson, Vittorio Brambilla, Emerson Fittipaldi, Carlos Pace und Jean-Pierre Jarier, die allesamt vor Laffite gestartet waren, mussten das Rennen auf dem Nürburgring nach Reifendefekten vorzeitig beenden, außerdem fielen James Hunt und Clay Regazzoni aufgrund anderer Defekte aus. Laffite blieb bei diesem Rennen von technischen Problemen verschont und kam mit nahezu einer Minute Vorsprung auf den drittplatzierten Lauda als Zweiter ins Ziel. Er fuhr damit sechs Weltmeisterschaftspunkte für Williams ein, die einzigen in diesem Jahr und die einzigen, die der FW04 erzielte.

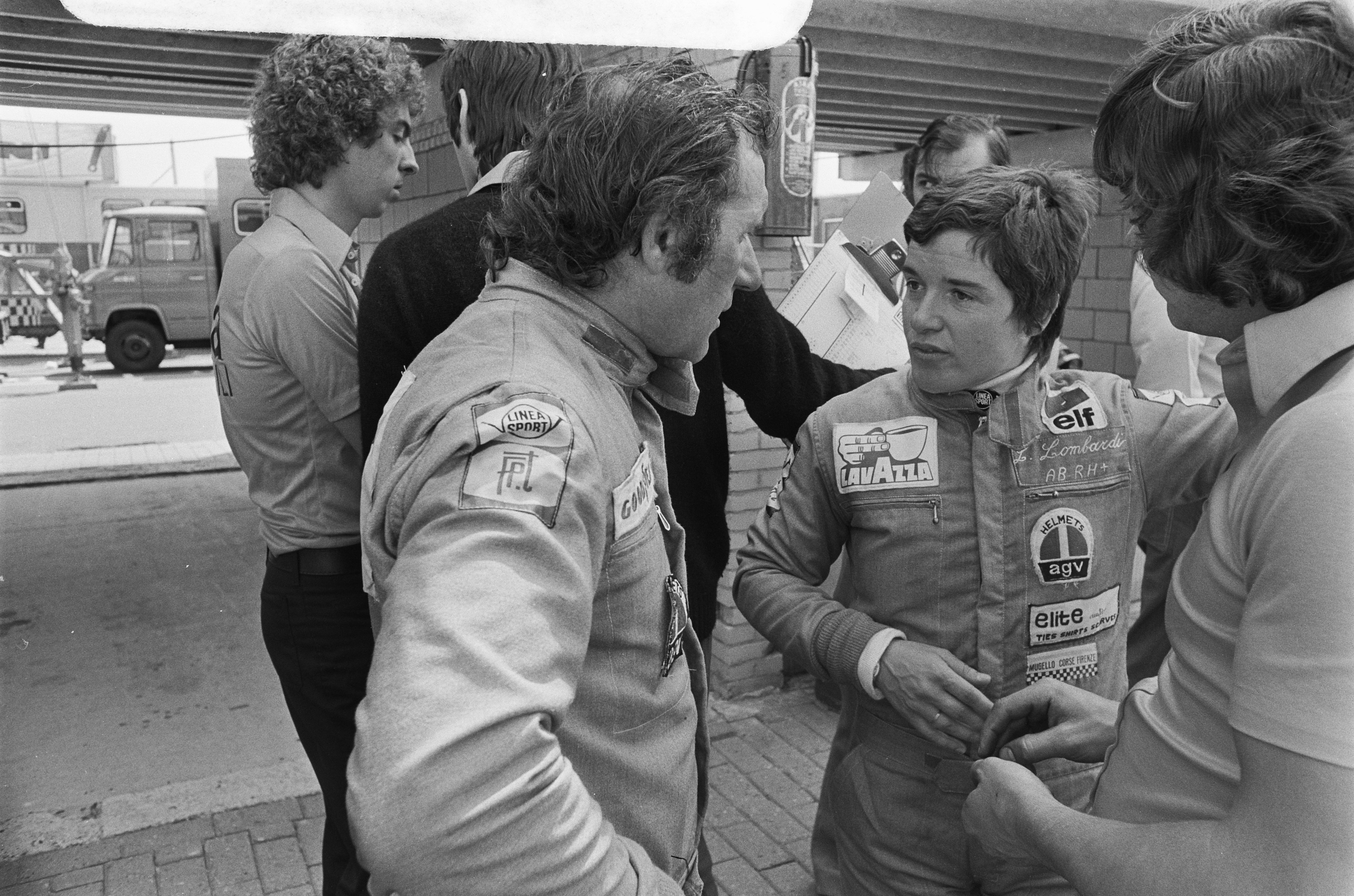
Missachtete einen Motorschaden im FW04: Lella Lombardi

Zum letzten Rennen des Jahres in den USA erschien erstmals der zweite Williams FW04, der den FW03 ablösen sollte, den Williams im Verlaufe der Saison 1975 an insgesamt sieben Paydriver vermietet hatte. In Watkins Glen wurde das zweite Auto für die italienische Rennfahrerin Lella Lombardi gemeldet, die über Sponsorgelder von Lavazza verfügte. Sie sollte den neuen FW04/2 fahren. Aufgrund einer Verkettung unglücklicher Umstände nahm letztlich keiner der Williams-Fahrer an dem Großen Preis der USA teil. Laffite qualifizierte sich für Startplatz 21, Lombardi für Platz 24. Im Verlaufe des Warm-Ups am Rennsonntag ging eine Ventilfeder an Lombardis Cosworth-Motor kaputt. Die Italienerin nahm den Defekt nicht wahr und setzte ihre Trainingsrunde fort. Daraufhin fiel das Ventil in den Zylinder und zerriss den Motorblock. Da Williams aus finanziellen Gründen nicht über einen Ersatzmotor verfügte, war Lombardi zunächst von der Rennteilnahme ausgeschlossen. Am Vormittag des Rennsonntags fiel auch Laffite aus: Seine Frau verwechselte seine Augentropfen mit einer Reinigungsflüssigkeit und gab dem Fahrer irrtümlich einige Tropfen des Reinigungsmittels in die Augen. Laffite musste daraufhin in eine Klinik gebracht werden und konnte am Rennen nicht teilnehmen. Auch der Versuch, Lombardi in dem nun frei gewordenen Auto Laffites an den Start zu bringen, scheiterte: Lombardi passte nicht in den auf den extrem schlanken Laffite zugeschnittenen FW04/1. Zudem blieb für einen Motorwechsel keine Zeit mehr.

#### 1976
In der Formel-1-Saison 1976 hatten sich die Eigentumsverhältnisse des Rennstalls geändert: Walter Wolf war nun Inhaber des Teams, Frank Williams war sein Angestellter. Das Team bestritt die Saison weitgehend mit dem Williams FW05, der ein überarbeiteter Hesketh 308C war. Lediglich zum ersten Rennen des Jahres 1976, dem im Januar abgehaltenen Großen Preis von Brasilien, erschien der FW04 noch einmal. Fahrer war Renzo Zorzi, der bereits im Vorjahr ein Rennen für Williams im FW03 bestritten hatte. Zorzi, als zweiter Fahrer neben Jacky Ickx gemeldet, erreichte im FW04 den 17. Startplatz, während der erfahrene Ickx im FW05 eine halbe Sekunde langsamer war und zwei Plätze hinter Zorzi ins Rennen ging. Zorzi kam mit einer Runde Rückstand als Neunter ins Ziel. Es war der dritte und letzte Zieleinlauf des FW04 bei einem Formel-1-Weltmeisterschaftsrennen.

### Mapfre-Williams
Im Frühjahr 1976 vermietete Frank Williams den FW04/1 für ein Rennen an den spanischen Tourenwagenfahrer Emilio Zapico, der ihn mit Unterstützung des spanischen Versicherungsunternehmens Mapfre für das Team Mapfre-Williams meldete. Mapfre-Williams war formal ein eigenständiges Team, tatsächlich erfolgte die Betreuung des Autos an dem Rennwochenende durch das von Frank Williams geleitete Team Wolf, das zugleich die Werks-FW05 für Jacky Ickx und Michel Leclère vorbereitete. Der Einsatz erfolgte ohne Wissen des Inhabers Walter Wolf. Frank Williams nutzte Zapicos Engagement, um sich persönlichen Freiraum von Walter Wolf zu verschaffen. Zapico bestritt alle Trainingsläufe zum Großen Preis von Spanien in dem Williams FW04, qualifizierte sich aber nicht. Seine beste Rundenzeit betrug 1.22.22 Minuten. Er lag damit 3,7 Sekunden über der Pole-Zeit von James Hunt im McLaren und 0,7 Sekunden über der Zeit von Larry Perkins, der im Boro den 24. und letzten Startplatz belegte.

### Brian McGuire
Der australische Rennfahrer Brian McGuire mietete 1976 den Williams FW04/1. Mit ihm bestritt er 1976 zehn Rennen. 1977 begann er, den FW04/1 zum McGuire BM1 weiterzuentwickeln. Während der Arbeiten am BM1 fuhr McGuire sechs Rennen mit dem baugleichen FW04/2, den er im Frühjahr 1977 ebenfalls übernommen hatte.

#### Shellsport-Meisterschaft
Er bestritt mit dem Wagen zehn von 13 Rennen der Group-8-Shellsport-Meisterschaft, einer britischen Rennserie, in der Fahrzeuge der Formel 5000 und der Formel 1 zugelassen waren. Achtmal fiel McGuire aus, zweimal kam er ins Ziel. Beim sechsten Meisterschaftslauf in Brands Hatch am 20. Juni 1976 wurde er Dritter hinter David Purley und Damien Magee, den zehnten Lauf am 12. September 1976 in Thruxton gewann er vor Damien Magee und Val Musetti. Am Ende des Jahres belegte McGuire mit 34 Punkten Rang acht der Meisterschaft, die David Purley mit 188 Punkten gewann.
1977 ging McGuire erneut in der Shellsport-Meisterschaft an den Start. In den ersten vier Rennen fuhr er den FW04/1, danach wechselte er auf den FW04/2. McGuire bestritt in diesem Jahr sieben Rennen der Serie. Nur einmal kam er ins Ziel: Bei dem achten Lauf des Jahres in Oulton Park wurde er Fünfter; bei allen anderen Rennen fiel er wegen technischer Mängel aus.

#### Formel 1
McGuire meldete den FW04 zu zwei Läufen der Formel-1-Weltmeisterschaft, nahm aber an keinem Rennen teil. Zum Großen Preis von Großbritannien reichte er eine Meldung ein, erschien aber zum Training nicht. Ein Jahr später beim Großen Preis von Großbritannien scheiterte er in dem zum McGuire BM1 umgebauten FW04/1 bereits an der Vorqualifikation. Einen Monat später starb er bei privaten Testfahrten in seinem Auto auf der Strecke von Brands Hatch.

## Rennergebnisse (Formel-1-Weltmeisterschaft)
| Team                             | Fahrer                           | Nr.                              | 1 | 2 | 3 | 4   | 5   | 6   | 7   | 8   | 9   | 10  | 11 | 12  | 13  | 14  | 15 | 16 | 17 | Punkte | Rang |
| -------------------------------- | -------------------------------- | -------------------------------- | - | - | - | --- | --- | --- | --- | --- | --- | --- | -- | --- | --- | --- | -- | -- | -- | ------ | ---- |
| Automobil-Weltmeisterschaft 1975 | Automobil-Weltmeisterschaft 1975 | Automobil-Weltmeisterschaft 1975 |   |   |   |     |     |     |     |     |     |     |    |     |     |     |    |    |    | 6      | 9.   |
| Frank Williams Racing Cars       | A. Merzario                      | 20                               |   |   |   | DNF |     |     |     |     |     |     |    |     |     |     |    |    |    | 6      | 9.   |
| Frank Williams Racing Cars       | L. Lombardi                      | 20                               |   |   |   |     |     |     |     |     |     |     |    |     |     | DNS |    |    |    | 6      | 9.   |
| Frank Williams Racing Cars       | J. Laffite                       | 21                               |   |   |   |     | DNQ | DNF |     | DNF | 11  | DNF | 2  | DNF | DNF | DNS |    |    |    | 6      | 9.   |
| Frank Williams Racing Cars       | I. Scheckter                     | 21                               |   |   |   |     |     |     | DNF |     |     |     |    |     |     |     |    |    |    | 6      | 9.   |
| Automobil-Weltmeisterschaft 1976 | Automobil-Weltmeisterschaft 1976 | Automobil-Weltmeisterschaft 1976 |   |   |   |     |     |     |     |     |     |     |    |     |     |     |    |    |    | 0      | -    |
| Walter Wolf Racing               | R. Zorzi                         | 21                               | 9 |   |   |     |     |     |     |     |     |     |    |     |     |     |    |    |    | 0      | -    |
| Mapfre-Williams                  | E. Zapico                        | 25                               |   |   |   | DNQ |     |     |     |     |     |     |    |     |     |     |    |    |    | 0      | -    |
| Brian McGuire Racing             | B. McGuire                       | 41                               |   |   |   |     |     |     |     |     | DNQ |     |    |     |     |     |    |    |    | 0      | -    |
| Automobil-Weltmeisterschaft 1977 | Automobil-Weltmeisterschaft 1977 | Automobil-Weltmeisterschaft 1977 |   |   |   |     |     |     |     |     |     |     |    |     |     |     |    |    |    | 0      | -    |
| Brian McGuire Racing             | B. McGuire                       | 45                               |   |   |   |     |     |     |     |     |     | DNQ |    |     |     |     |    |    |    | 0      | -    |

| Legende  | Legende            | Legende                                                          |
| Farbe    | Abkürzung          | Bedeutung                                                        |
| -------- | ------------------ | ---------------------------------------------------------------- |
| Gold     | –                  | Sieg                                                             |
| Silber   | –                  | 2. Platz                                                         |
| Bronze   | –                  | 3. Platz                                                         |
| Grün     | –                  | Platzierung in den Punkten                                       |
| Blau     | –                  | Klassifiziert außerhalb der Punkteränge                          |
| Violett  | DNF                | Rennen nicht beendet (did not finish)                            |
| Violett  | NC                 | nicht klassifiziert (not classified)                             |
| Rot      | DNQ                | nicht qualifiziert (did not qualify)                             |
| Rot      | DNPQ               | in Vorqualifikation gescheitert (did not pre-qualify)            |
| Schwarz  | DSQ                | disqualifiziert (disqualified)                                   |
| Weiß     | DNS                | nicht am Start (did not start)                                   |
| Weiß     | WD                 | zurückgezogen (withdrawn)                                        |
| Hellblau | PO                 | nur am Training teilgenommen (practiced only)                    |
| Hellblau | TD                 | Freitags-Testfahrer (test driver)                                |
| ohne     | DNP                | nicht am Training teilgenommen (did not practice)                |
| ohne     | INJ                | verletzt oder krank (injured)                                    |
| ohne     | EX                 | ausgeschlossen (excluded)                                        |
| ohne     | DNA                | nicht erschienen (did not arrive)                                |
| ohne     | C                  | Rennen abgesagt (cancelled)                                      |
| ohne     | keine WM-Teilnahme |                                                                  |
| sonstige | P/fett             | Pole-Position                                                    |
| sonstige | 1/2/3/4/5/6/7/8    | Punktplatzierung im Sprint-/Qualifikationsrennen                 |
| sonstige | SR/kursiv          | Schnellste Rennrunde                                             |
| sonstige | *                  | nicht im Ziel, aufgrund der zurückgelegten Distanz aber gewertet |
| sonstige | ()                 | Streichresultate                                                 |
| sonstige | unterstrichen      | Führender in der Gesamtwertung                                   |